# Eastbridge (Arizona)
Eastbridge era una stazione ferroviaria sulla riva orientale del fiume Colorado nella contea di Mohave, nell'Arizona. Era situata sul sito del primo ponte della Atlantic and Pacific Railroad costruito su quel fiume, a 5 km. a sud-est di Needles, nella contea di San Bernardino, California.

## Storia
Il ponte di legno sul fiume Colorado, costruito tra la stazione di Eastbridge e la riva della California nel 1883, fu costruito sui terreni umidi della pianura alluvionale della Mohave Valley. Il sito non aveva una base solida, su entrambe le sponde, ed era lungo oltre 480 metri. La costruzione venne condotta durante la stagione delle inondazioni del Colorado, iniziate a maggio. Per tre mesi le squadre di maestranze faticarono a piantare i pali di legno nel letto del fiume che vennero poi portati via dalla corrente. I pali di fondazione vennero costruiti solo nella parte centrale del fiume con l'aiuto di un battipali montato sulla piattaforma Barge No. 3, rimorchiata e tenuta in posizione dal Mohave II. Questo primo ponte, completato in agosto, era ancora vulnerabile alle inondazioni e fu portato via dalle inondazioni del fiume in primavera e dovette essere sostituito nel 1884, 1886 e 1888. Alla fine la ferrovia cambiò tracciato verso sud lungo la riva californiana, a Beal per giungere  di fronte a Mellen, dove dal 1889 al maggio 1890 venne costruito il Red Rock Bridge, un ponte a sbalzo, su fondamenta di roccia, a differenza del precedente. Dopo il completamento del nuovo ponte, la  stazione di Powell e il ponte e la stazione di Eastbridge, furono abbandonati nel 1890.